# Корзина с виноградом (картина Валлайе-Костер)
«Корзина с виноградом» (фр. Panier de raisins) — натюрморт французской художницы Анны Валлайе-Костер, написанный в 1774 году. Находится в коллекции Музея изобразительного искусства в Нанси (Франция).

## История
Натюрморт был выполнен в 1774 году и входил в коллекцию Абеля-Франсуа Пуассона де Вандьера, маркиза де Мариньи (1727—1781), брата маркизы де Помпадур, директора администрации Королевских строений (фр. Bâtiments du Roi) и покровителя художницы, которому принадлежало несколько её картин. После смерти де Мариньи в 1782 году картина была выставлена на продажу. Из первых фондов немецкого писателя и коллекционера Луи Шарля Аделаида де Шамиссо де Бонкур, более известного под именем Адельберта фон Шамиссо, картина была приобретена Музеем изобразительного искусства Нанси в 1793 году.